# Cyprysik Lawsona
Cyprysik Lawsona (Chamaecyparis lawsoniana) – gatunek drzewa należący do rodziny cyprysowatych. Dziko występuje na Zachodnim Wybrzeżu Stanów Zjednoczonych, w Kalifornii i Oregonie. W rozlicznych odmianach sadzony w Europie jako drzewo ozdobne.

## Morfologia
PokrójWysokość dochodzi do około 75 metrów (w Polsce dorasta do około 25 m); korona bardzo wąska, stożkowata ze zwykle zwieszającym się pędem wiodącym; drzewo stojące samotnie jest gęsto i równomiernie rozgałęzione aż do ziemi; wskutek rozgałęziania się pnia korona jest często wieloszczytowa
KoraPoczątkowo szarobrunatna lub zielonkawa i gładka, później – ciemnieje i jest podzielona na duże, podłużne płaty, których końce się odchylają
LiścieBoczne łuski o zaostrzonych wierzchołkach; od spodniej strony na krawędziach łusek znajduje się woskowy nalot w postaci białych linii, przypominających dwie litery „Y” połączone podstawami
KwiatyRozdzielnopłciowe – gatunek jednopienny; kwiaty męskie są karminowoczerwone i wyrastają zwykle na końcach gałązek. Kwitnie od marca do kwietnia
SzyszkiKuliste o średnicy do 0,8 cm, złożone z tarczowatych łusek nasiennych; pokryte są biało-niebieskim nalotem woskowym; w stanie dojrzałym jasnobrunatne

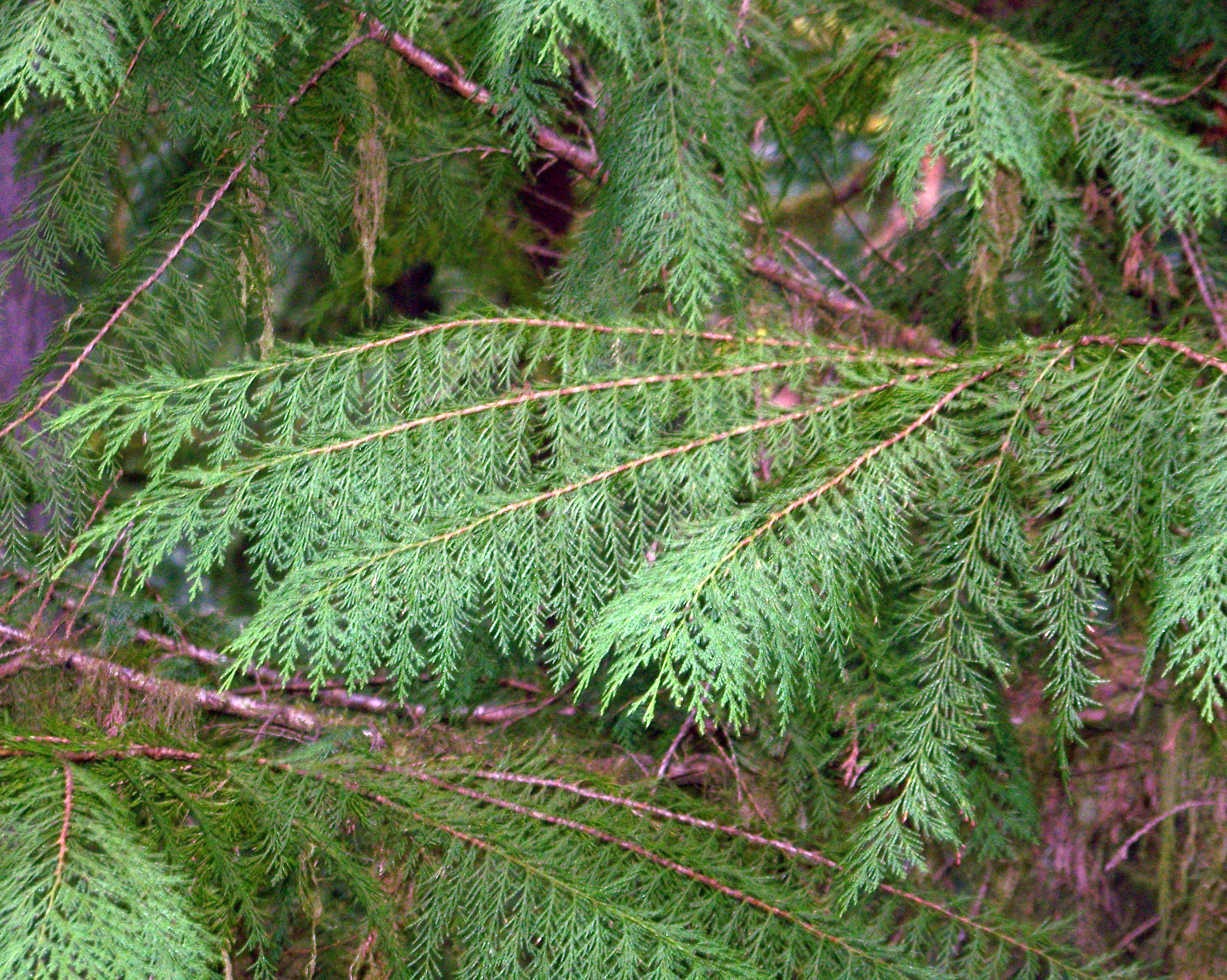
Gałązki
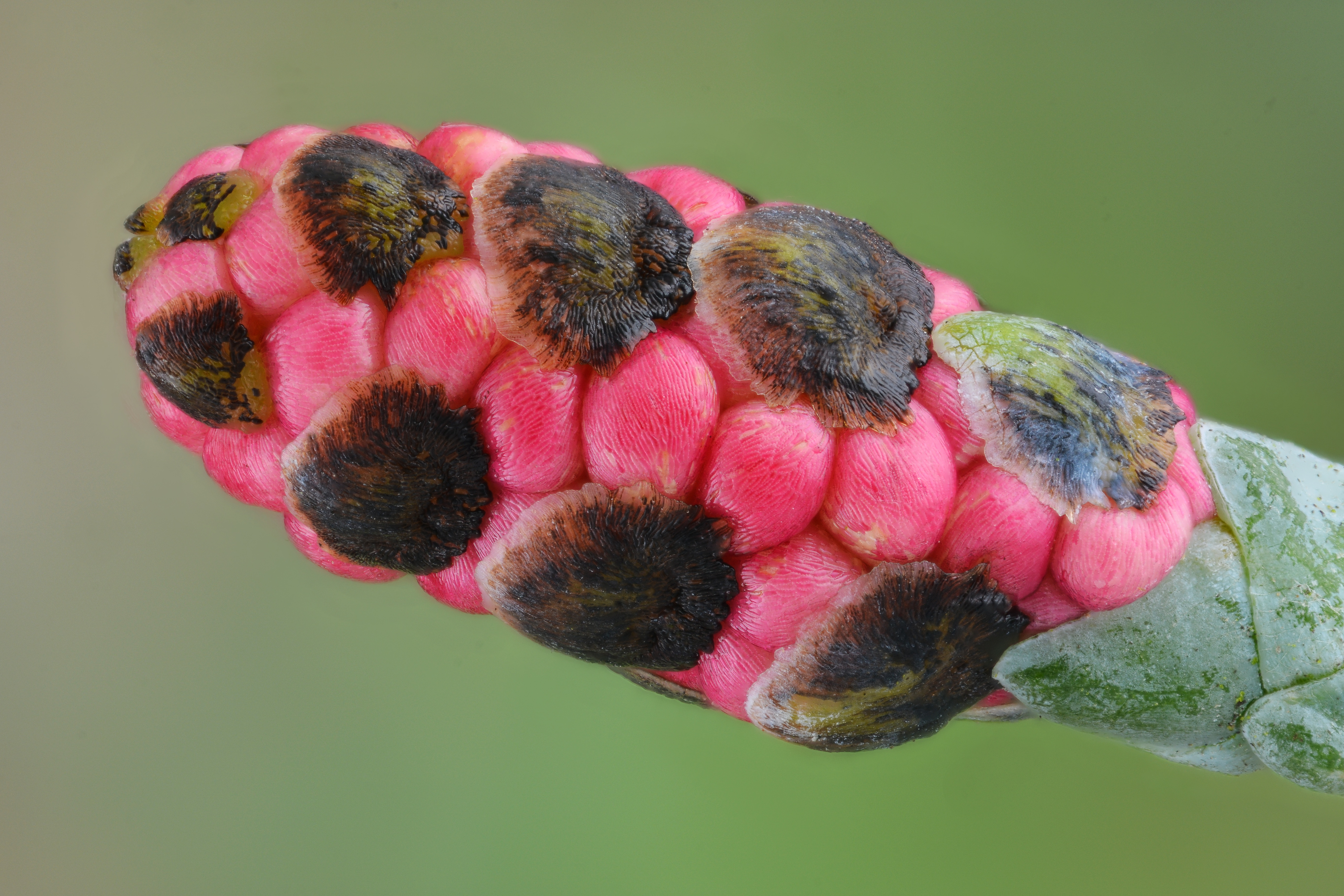
Kwiaty męskie
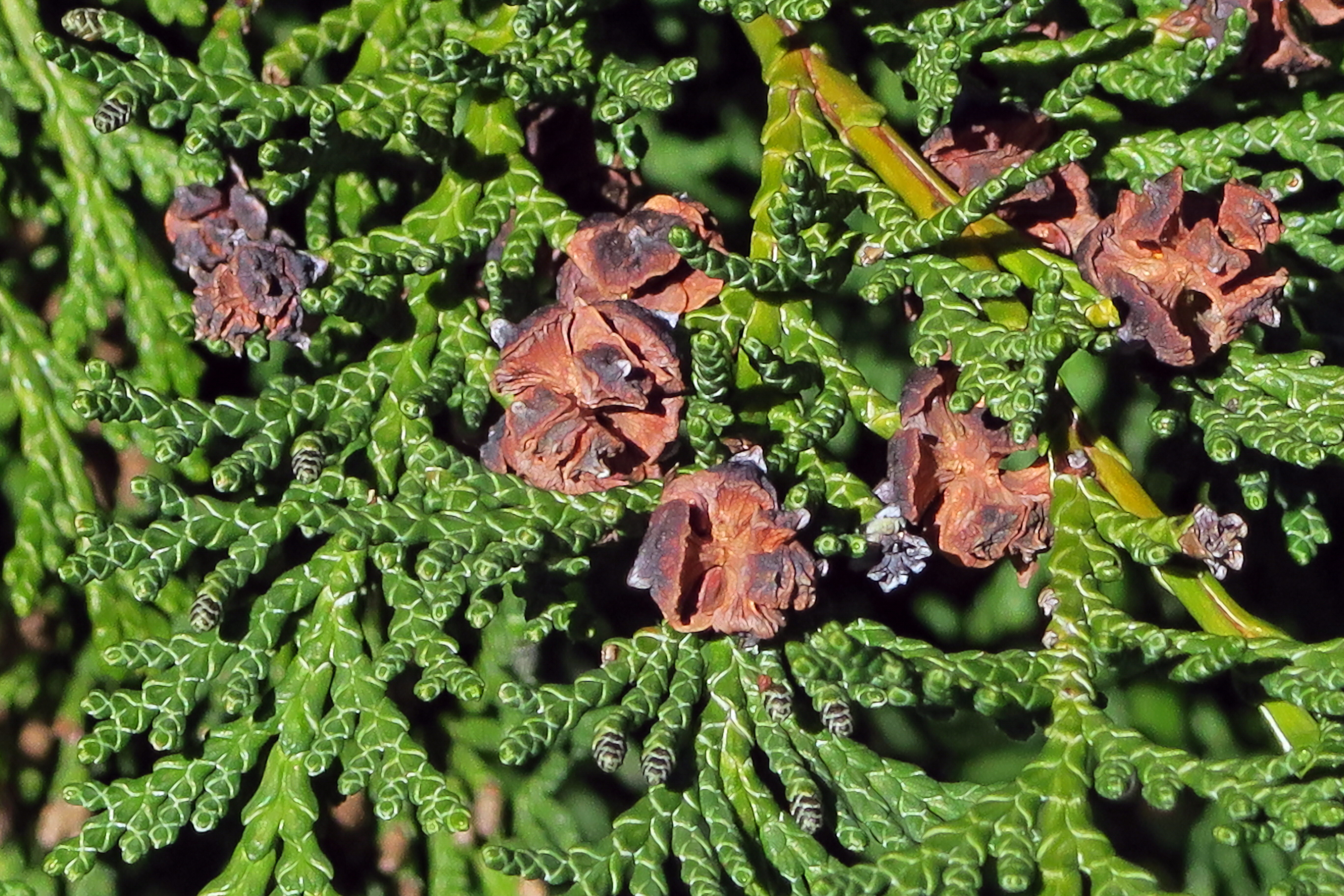
Szyszki
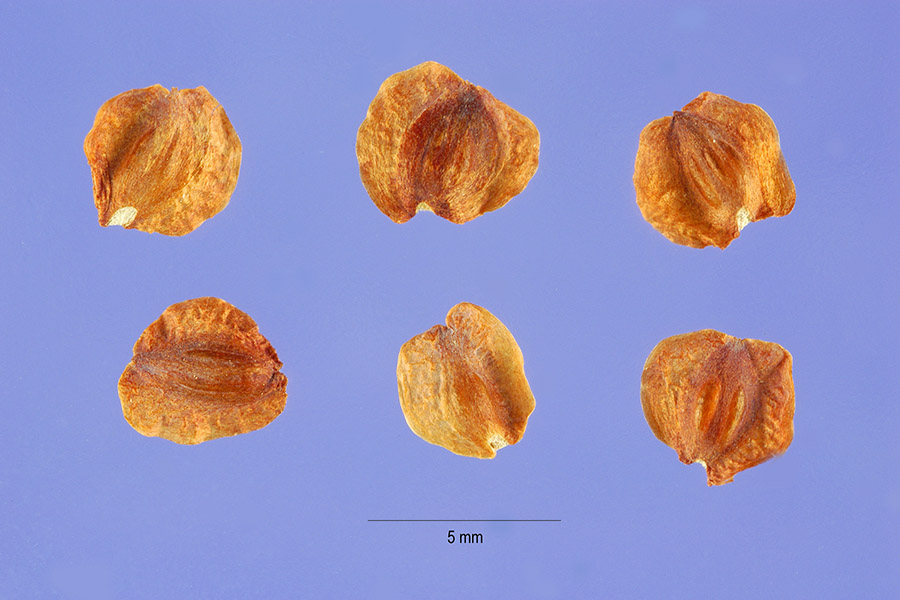
Nasiona

## Zagrożenia i ochrona
Gatunek umieszczony został przez Międzynarodową Unię Ochrony Przyrody w Czerwonej księdze gatunków zagrożonych w grupie gatunków o wyższym ryzyku wyginięcia (kategoria NT, według klasyfikacji v3.1).

## Zastosowanie

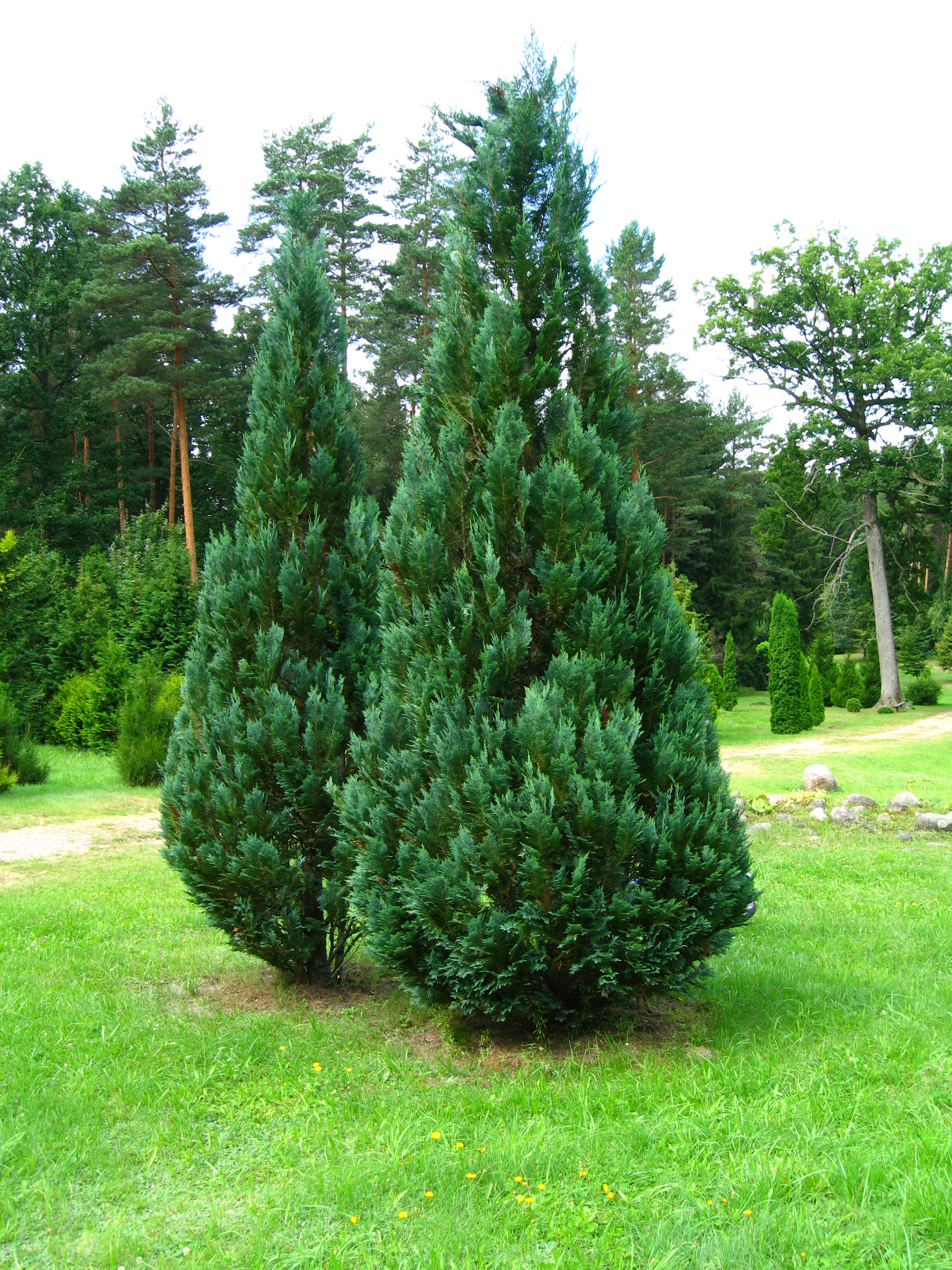
Odmiana 'Columnaris'

Roślina ozdobna. Zalecany do dużych ogrodów, w miastach zalecany do parków czy też zieleńców jako soliter. 
Odmiany uprawne
- 'Ivonne'
- 'Golden Wonder'
- 'Stardust'
- 'Stewartii'
- 'Lane'
- 'Wiselii'
- 'Mimima'
- 'White Spot'
- 'Alumii'
- 'Alumii Gold'
- 'Kelleris Gold'
- 'Columnaris'
- 'Globosa'

## Uprawa
Roślina, która najlepiej rośnie na umiarkowanie wilgotnych i żyznych glebach o odczynie lekko kwaśnym (pH w okolicach 6). Cyprysik Lawsona jest rośliną wymagającą dużej wilgotności powietrza, lubi słońce ew. półcień. Strefa mrozoodporności 7 dlatego w naszym klimacie może przemarzać. Roślina wrażliwa na zanieczyszczenia powietrza oraz zasolenie podłoża.